# Thiovulum majus
Thiovulum majus ist eine Art von Bakterien. Es ist mit 600 Mikrometer pro Sekunde eines der sich am schnellsten fortbewegenden Bakterien. Sie wird zu der Abteilung der Proteobakterien gestellt, die Gram-Färbung fällt negativ aus. Sie ist die einzige Art der Gattung Thiovulum.
Die Vorsilbe des Namens thios- ist griechisch und steht für Schwefel, ovum ist Lateinisch und bedeutet Ei: Das Bakterium ist eiförmig und vermag Schwefelwasserstoff (H2S) zu oxidieren und als Energiequelle für den Stoffwechsel zu nutzen.

## Merkmale
Thiovulum majus ist mikroaerophil, d. h., es toleriert nur eine geringe Sauerstoffkonzentration. Die Zellen sind rundlich mit einem Durchmesser von 5 bis 25 Mikrometer und sind peritrich (rundum) begeißelt. Es kommt im Meer- und Süßwasser vor. Das Bakterium zählt zu den schwefeloxidierende Bakterien, es oxidiert Schwefelwasserstoff zu elementarem Schwefel (S), der Schwefel wird in Form von Globuli, kleine Kügelchen, innerhalb der Zelle abgelagert. Dieser Schwefel ist eine Energiereserve, wenn kein Schwefelwasserstoff zur Verfügung steht, kann das Bakterium durch die Oxidation des Schwefels zu Sulfat Energie gewinnen. Es ist somit chemolithotroph, d. h., zur Energiegewinnung benötigt es keine organischen Stoffe.